# تلمبه محمد خدابخشی
تلمبه محمد خدابخشی یک منطقهٔ مسکونی در ایران است که در دهستان پاریز واقع شده‌است. تلمبه محمد خدابخشی ۲۵ نفر جمعیت دارد.